# Clavatula caerulea
Clavatula caerulea is een slakkensoort uit de familie van de Clavatulidae. De wetenschappelijke naam van de soort is voor het eerst geldig gepubliceerd in 1875 door Weinkauff in Weinkauff & Kobelt.